# ライブドア・ショック
ライブドア・ショックは、2006年1月16日、証券取引法違反容疑で東京地検特捜部がライブドア（後のLDH）本社などに強制捜査を行い、これを受け翌1月17日から始まった「株式市場の暴落」のこと。
なお、この用語は一般的に、ライブドア関連銘柄の暴落だけを指すのではなく、「株式市場全体の急落」を指すことが多い。一部の報道機関では、ライブドアが起こした一連の事件すべてを「ライブドア・ショック」と呼んでいるが、ここでは「株式市場全体の急落」を取り上げるものとする。

## 経緯

### 事件前の背景
当時はいざなみ景気の時期で、リストラや減給、就職氷河期といった状況の裏で株式市場は好調であり、恩恵を受けるためには資本家（株主）になるしかないというムードが漂っていた。株式市場は新規の個人投資家を大量に引き入れ活況を呈しており、通常、株式情報を大々的に扱うことのないスポーツ新聞に「バブル再来か？」の見出しが踊り、TV番組では株を買ったことのない芸能人が「株でいくら儲けられるか？」などの特集が組まれるなど、1980年代後半のいわゆる財テクブームを彷彿させる状態であった。
2005年7月以降は東証株価指数（TOPIX）は7月の1100台から1700台にまで回復するなど、株価上昇が注目されていた中、このような状況においてライブドアによる粉飾疑惑事件（ライブドア事件）が発覚し、新興市場銘柄の急落と株式市場全体の混乱を招いた。ライブドアは1株数百円程度から売買できる魅力から多数の個人投資家を引き寄せていたこともあり、同社への強制捜査は社会的現象として連日メディアで取り上げられた。

### 事件後
2006年1月16日に証券取引法違反の容疑により、ライブドア本社や堀江貴文の自宅・新宿の事業所などが突如東京地検による家宅捜査を受けた。翌1月17日、ライブドア関連7銘柄（ライブドア、ライブドアマーケティング、セシール、ターボリナックス、ダイナシティ、メディアエクスチェンジ、ライブドアオート）は朝方から大量の売り注文によるストップ安気配となり（セシール、ターボ、ダイナ、LDオートはストップ安比例配分、他は値付かず）、とくに時価総額の約1割をライブドア株が占めていた東証マザーズ市場の株価は終値で前日比-11.7％と大幅に下落した。
東証株価指数（TOPIX）、日経平均は朝方の寄りこそ前日-11ポイント、-116円と安く始まったものの銀行株やソフトバンクなど主力が堅調であったこともあり午前の引けの段階ではプラスに転じていた。しかし午後に入って一部ネット系証券会社がライブドア関連銘柄の5銘柄（ライブドア、ライブドアマーケティング、ターボ、ダイナシティ、LDオート）の代用有価証券掛け目の引き下げを行ったとの情報が流れ、担保割れを回避する個人投資家が持株を放出してくるのではないか、あるいは他社証券も追従するのではないかとの憶測から13時過ぎには東証一部銘柄などにも相場が波及し始め、狼狽売りや思惑売り、信用手仕舞い売りが重なった。この情報は正しく、マネックス証券は後場になってライブドア株およびその関連会社の担保能力を予告なく「掛け目ゼロ」に変更することを利用者に通告しており、ライブドア株やその関連会社の株を代用有価証券として信用取引を行っていた投資家は、追加証拠金を積むか、あるいは他の銘柄に対して換金売りを行う必要に迫られていた（マネックス・ショック）。結局この日は終値ベースで東証株価指数（TOPIX）（-38.54,-2.31％）、日経平均株価（-462.08,-2.84％）と急落した。マザーズ指数は-11.76％の2,469.89。
2006年1月18日には株式市場全体に個人投資家などからの大量の注文が殺到したため、午後になって東証の売買システムの処理可能件数である450万件に迫った事から、異例の「全銘柄取引停止」措置がとられ、売買停止時刻の14時40分には東京証券取引所の約定件数が約438万件に達した。また翌19日からは、4月24日に解除されるまで後場の立会開始時刻が1時からと30分短縮する措置が取られることとなった。
売買件数が膨らんだ背景には、ライブドアが株価総額を膨らませるために用いた株式分割が関係している。100分割をはじめとする大規模な分割を繰り返し、この時点でその総数は10億株を超えていた。また、売買単位が1株からであり、多くの個人投資家が同社株を所有していた。これらのことから、多数の投資家が一斉に投げ売りに走り、売り注文と約定数が膨らむことになった。約定数の過半数をライブドア株が占めることも珍しくなかった。
株式市況全般においては、前日のライブドア・ショックと代用証券掛け目に関する思惑、証券市場の健全性やシステム面での不安材料などに思惑がまわり、午後1時20分過ぎに東証株価指数（TOPIX）（-92.76,-5.69％）、日経平均株価（-746.43,-4.72％）まで急落し、終値ベースでも前日を上回る大幅安となり東証株価指数（TOPIX）（-56.94,-3.49％）、日経平均株価（-464.77,-2.94％）で引けた。マザーズ指数は-12.08％の2171.45。
2006年1月19日、ライブドアとライブドアマーケティングは、3連日のストップ安となる。報道されている嫌疑が仮に事実であった場合には、ライブドア株の上場廃止の可能性があることがその一因とされている。一方、2日続けての大幅安だった東証一部銘柄などの多くは大きく反騰し、東証株価指数（TOPIX）（+45.62,+2.90％）、日経平均株価（+355.10,+2.31％）で引けた。マザーズ指数も反発し、+5.50％の2,290.81。
2006年1月20日、ライブドア関連銘柄はセシールを除き続落となったが、株式市場はほぼ平静を取り戻した。しかし19～20日の約定数は約390万件と、東証システムの取引停止ラインの400万件に迫っており、綱渡りの状態が続いていたため、東証は結局この年に約定件数の大幅増などのシステム増強を余儀なくされた。
株価暴落は検察にとっても「予想外」で、ある検察幹部は市場への影響はある程度は予測していたがこれほどの状況になるとは思わなかったと漏らし、特捜部副部長の北島孝久もさすがに顔をこわばらせてショックを隠さなかったという。

### 上場廃止の決定後
2006年3月13日、証券取引等監視委員会の告発を受け、東京証券取引所はライブドア株およびライブドアマーケティング株の上場廃止を2006年4月14日に下すことを決定した。
2006年4月14日、上場廃止となるライブドア株は前日比7円安の94円で最終取引を終えた。同じく上場廃止となるライブドアマーケティング株は、前日比34円高の310円で売買を終了した。
2006年6月以降、東証株価指数（TOPIX）、日経平均株価やは回復の動きをみせ2007年には高値を更新する水準にまで回復したが、2008年の世界金融危機によりライブドアショック前の東証株価指数（TOPIX）の36.2%程度（東証２部指数は10分の3程度、ジャスダック平均は4分の1程度、日経平均は3分の1程度）にまで落ち込んだ。ライブドアが上場していた東証マザーズ指数をはじめとした新興市場の株価指数はライブドアショック後も以前の高値を回復することなく長期にわたり下落を続け、株価が急落した2008年の世界金融危機時点ではライブドアショック前の10分の1程度にまで落ち込んだ。
ライブドア事件を機に投資家や市場関係者の間でマザーズ全体に対する根強い不信感が広がった。マザーズ指数は2012年まで低迷していたが、2013年頃から回復し始めた。この事件の影響も重なり、証券取引法は金融商品取引法となり、日本版SOX法が成立した。

## 民事訴訟への影響
ライブドア株主の一部は証券取引法違反によって株価が暴落し損害を受けたとして、同社や元社長の堀江貴文ら旧経営陣に計約231億円の賠償を求めた民事訴訟を提訴した。
2009年5月21日、東京地裁（難波孝一裁判長）は堀江らの不法行為責任を認めつつも、堀江の逮捕や上場廃止などが急速な株価下落に影響を与えたとして、損害額を一株200円として算定し、賠償額を大幅減額した計約76億円の支払いを命じる判決を言い渡した。
2011年11月30日、東京高裁（下田文男裁判長）は、旧経営陣らの逮捕やフジテレビとの提携見直しの報道なども「虚偽記載によって生じた」として、賠償額を一株550円に大幅増額する判決を言い渡した。

## 関連会社

### ライブドア系列会社
- 4753 - ライブドア（現 ライブドアホールディングス、2006年4月14日上場廃止）
- 4759 - ライブドアマーケティング（現 メディアイノベーション、2006年4月14日上場廃止）
- 7602 - ライブドアオート（現 カーチスホールディングス）
- 3777 - ターボリナックス
- 8901 - ダイナシティ（2008年10月31日東京地方裁判所に民事再生法手続きを申請）
- 9937 - セシール
- 3746 - メディアエクスチェンジ

### ライブドア関連会社
- 4676 - フジテレビジョン
- 4842 - USEN

### 参考
- 998407 - 日経平均株価